# Anne Bowes-Lyon
Anne Ferelith Fenella Bowes-Lyon (Washington D.C., 4 december 1917 – Londen, 26 september 1980) was een lid van de Engelse adel en door haar huwelijk, een Deense prinses.
Anne was de dochter van John Herbert Bowes-Lyon (de broer van de Engelse koningin-moeder Elizabeth, echtgenote van koning George VI) en Fenella Hepburn-Stuart-Forbes-Trefusis. Zij was dus een nicht van koningin Elizabeth II. Ze trouwde op 28 april 1938 met Thomas Anson, vierde graaf van Lichfield. Het paar kreeg de volgende kinderen:
- Patrick (1939-2005)
- Elisabeth (1941-2020).

Anne en Thomas scheidden in 1948. Anne hertrouwde, op 16 september 1950 met prins George Waldemar van Denemarken, een zoon van Axel van Denemarken en diens vrouw Margaretha van Zweden. Uit dit huwelijk kwamen geen kinderen voort. De prinses overleed in 1980, aan de gevolgen van een hartaanval.